# Adelphailurus kansensis
L'adelfailuro (Adelphailurus kansensis) è un felide estinto, vissuto nel Miocene superiore (10-5 milioni di anni fa). I suoi resti sono stati ritrovati in Nordamerica.

## Descrizione
Questo animale, in quanto a dimensioni, non doveva essere molto diverso da un puma. Anche l'aspetto doveva essere piuttosto simile alla specie attuale, ma il cranio era di forma leggermente più allungata e possedeva due lunghi canini superiori, compressi lateralmente. Al contrario della maggior parte dei felidi, Adelphailurus possedeva ancora il secondo premolare superiore.

## Classificazione
Adelphailurus appartiene a quel gruppo di felidi noti come "tigri dai denti a sciabola" (Machairodontinae), caratterizzati dall'estremo sviluppo dei canini superiori. In particolare, Adelphailurus sembrerebbe essere un membro dei metailurini, un sottogruppo particolarmente primitivo, i cui rappresentanti più noti erano Metailurus e Dinofelis.